# LM-90
LM-90 (eksisterende fra 1990 til 1993) var en norsk ishockeyklub på seniorniveau fra Manglerud i Oslo, som spillede i eliteserien. LM-90 spillede deres hjemmekampe i Manglerudhallen.
I sæsonen 1990/91 tog A-holdet fra Manglerud/Star navnet "LM-90", efter at Lambertseter Ishockeyklubb blev slået sammen til Manglerud Star. Holdet var populært kendt som Lett Match 90 og udmærkede sig ved at score et antal mål, men også lade et stort antal ind. Sæsonen 93/94 Manglerud\Star var tilbage i eliteserien under sit eget navn, i sine egne farver og uden samarbejde med en anden klub, og LM-90 blev slået ned.

## Nogle tidligere spillere
- Sigurd Thinn
- John Opsahl
- Fredrik Trygg
- Kaare Bergh
- Andrew Syverud
- Jeff Miller
- Jarle Strøm
- Truls Pedersen

## Eksterne links
- Historie om LM-90 Arkiveret 12. april 2020 hos  Wayback Machine